# This Girl's in Love with You
This Girl's in Love with You é um álbum de estúdio da cantora americana de soul e lenda da música mundial Aretha Franklin, lançado em 1970. O álbum atingiu o Top 20 na Billboard, e ganhou um Grammy de melhor vocal em R&B pela versão de Franklin para "Share Your Love with Me". Sua versão de "Let It Be" dos Beatles foi a primeira gravação da música a ser lançada comercialmente (dois meses antes dos Beatles lançarem sua própria versão, em março de 1970). O compositor Paul McCartney enviou à Franklin e à Atlantic Records uma demo da música como guia.

## Faixas
1. "Son of a Preacher Man" (John Hurley and Ronnie Wilkins) – 3:19
2. "Share Your Love with Me" (Al Braggs, Deadric Malone) – 3:21
3. "The Dark End of the Street" (Chips Moman, Dan Penn) – 4:42
4. "Let It Be" (John Lennon, Paul McCartney) – 3:33

| Críticas profissionais   | Críticas profissionais |
| Avaliações da crítica    | Avaliações da crítica  |
| Fonte                    | Avaliação              |
| ------------------------ | ---------------------- |
| AllMusic                 | [ 3 ]                  |
| Christgau's Record Guide | B+                     |

1. "Eleanor Rigby" (John Lennon, Paul McCartney) – 2:38
2. "This Girl's in Love with You" (Burt Bacharach, Hal David) – 4:00
3. "It Ain't Fair	" (Ronnie Miller) – 3:22
4. "The Weight" (Robbie Robertson) – 2:59
5. "Call Me" (Aretha Franklin) – 3:57
6. "Sit Down and Cry" (Clyde Otis] Lou Stallman) – 3:52

## Ficha Técnica
- Aretha Franklin – vocal, piano acústico, teclado
- Duane Allman – guitarra, guitarra de aço (7–8)
- Brenda Bryant – backing vocals (9)
- Cissy Houston – backing vocals (8–10)
- King Curtis – saxofone tenor (2, 4, 7–8)
- Pat Lewis – backing vocals (9)
- Sylvia Shemwell – backing vocals (8, 10)
- The Sweet Inspirations – backing vocals (1–3, 5, 7)
- Dee Dee Warwick – backing vocals (8, 10)
- Jerry Weaver – guitarra (4, 10)
- Barry Beckett – teclado (Todas as faixas), orgão (Todas as faixas)
- Roger Hawkins – bateria (Todas as faixas)
- Eddie Hinton – guitarra (1, 3–6, 9)
- David Hood – bass guitar (Todas as faixas) Exceto pela (8) "The Weight" tocada por Jerry Jemmott
- Jimmy Johnson – guitar (1–9)
- Ron Albert – recording engineer (3, 5–6, 9)
- Adrian Barber – engenheiro de som (4)
- Tom Dowd – engenheiro de som (1–2, 4, 7–8, 10), produtor
- Jerome Gasper – engenheiro de som (1–2, 4, 7–8, 10)
- Chuck Kirkpatrick – engenheiro de som (3, 5–6, 9)
- Arif Mardin – produtor e arranjador
- Jerry Wexler – produtor